# TOPS-20
TOPS-20 est un système d'exploitation propriétaire à temps partagé réalisé par Digital Equipment Corporation en janvier 1976 pour fonctionner sur ses machines PDP-10 et DEC-20. TOPS-20 est fondé sur le système TENEX racheté en 1973 à BBN Technologies.